# Walter W. Powell
Walter W. Powell (* 15. August 1951) ist ein amerikanischer Soziologe und Professor an der Stanford University.

## Forschung
In seine Forschung beschäftigt er sich insbesondere mit Organisationstheorie und Wirtschaftssoziologie. Zu seinen einflussreichsten Arbeiten gehört das zusammen mit Paul J. DiMaggio  entwickelte Konzept der Isomorphie. Dies impliziert, dass Organisationen ihr Verhalten und ihre Prozesse anderen Organisationen nachempfinden – und zwar nicht zur Effizienzsteigerung, sondern um Legitimität zu gewinnen.
2020 wurde er zum korrespondierenden Mitglied der British Academy gewählt, 2025 zum Mitglied der American Academy of Arts and Sciences.

## Veröffentlichungen
- mit Richard Steinberg: The Nonprofit Sector: A Research Handbook. 2. Auflage. Yale University Press, New Haven 2006, ISBN 0-300-10903-2.
- mit Elisabeth S. Clemens: Private Action and the Public Good. Yale University Press, New Haven, CT 1998, ISBN 0-300-06449-7.
- mit Paul DiMaggio: The New Institutionalism in Organizational Analysis. University of Chicago Press, Chicago 1991, ISBN 978-0-226-67709-5.
- Getting into Print: The Decision-Making Process in Scholarly Publishing. University of Chicago Press, 1988, ISBN 0-226-67705-2.